# Caduti al muro di Berlino
Con l'espressione caduti al muro di Berlino (in tedesco Todesopfer an der Berliner Mauer, Maueropfer o Mauertote) vengono indicate le persone che hanno perso la vita tra il 13 agosto 1961 ed il 9 novembre 1989 nel tentativo di oltrepassare il muro di Berlino, sia sotto i colpi della polizia di frontiera, che aveva l'ordine di sparare, sia in seguito ad incidenti.
Sul numero delle vittime vi sono dati diversi. Secondo i dati forniti dal Centro di Ricerca sulla Storia Contemporanea (ZZF), finanziato dallo stato tedesco, ci furono almeno 138 vittime, di cui 98 fuggitivi, 30 che ebbero incidenti mortali o furono colpiti dalla polizia pur non avendo intenzione di fuggire e 8 soldati della polizia di frontiera in servizio. Tra le vittime non vengono conteggiate quelle che morirono di cause naturali durante i controlli - solitamente d'infarto - di cui sono conosciuti almeno 251 casi. Secondo l'associazione Arbeitsgemeinschaft 13. August, che gestisce il museo del Checkpoint Charlie, le vittime sarebbero invece 245 oltre a 38 morti naturali.
Era il  Ministero per la sicurezza di Stato (la Stasi) ad indagare sulle circostanze degli incidenti ed a supervisionare la gestione di morti e feriti. Davanti ai suoi membri ed all'opinione pubblica, la Stasi cercava di coprire la verità sugli incidenti: i documenti ufficiali venivano falsificati, le prove oscurate ed alla stampa venivano date informazioni deviate. Dopo la riunificazione della Germania i soldati della Grenzpolizei, nonché i vertici militari e politici, furono processati: ci furono 131 procedimenti contro 277 persone, che per la metà circa si conclusero con sentenze di condanna.

## Storia
Alla fine della seconda guerra mondiale, la Germania fu divisa in quattro zone d'occupazione: tre settori occidentali sotto il controllo di Stati Uniti, Regno Unito e Francia ed un settore orientale sotto il controllo dell'Unione Sovietica. Dopo la chiusura del confine interno tra Repubblica Federale Tedesca e Repubblica Democratica Tedesca nel 1952, i confini tra i settori all'interno di Berlino erano l'unica via aperta per passare dall'Est all'Ovest. L'anello attorno a Berlino Ovest, cioè il confine tra Berlino Ovest e la RDT, era stato chiuso anch'esso nel 1952. Nella notte tra il 12 ed il 13 agosto 1961 venne infine chiuso anche ogni passaggio tra il settore sovietico ed i tre settori occidentali con la posa di filo spinato da parte di uomini della Nationale Volksarmee (NVA), della polizia di confine, della Volkspolizei e dai volontari dei Kampfgruppen der Arbeiterklasse. Era l'inizio della costruzione del muro di Berlino.
All'inizio la fortificazione di confine consisteva in un muro di mattoni o cemento, cinto da filo spinato. Altri ostacoli di filo spinato furono posizionati verso Est a formare un secondo muro interno. In alcuni punti, come ad esempio in Bernauer Straße, erano le case (cui vennero murate porte e finestre) a demarcare il confine. Le strutture di sicurezza dell'anello attorno a Berlino Ovest erano costituite in molti punti da recinzioni metalliche e barriere di filo spinato. Solo successivamente il muro venne rinforzato e sottoposto a migliorie tecniche: ad esempio solo dal 1975 furono adottate le sezioni in cemento armato a forma di "L", che sono poi quelle che furono abbattute definitivamente con la caduta del 1989.
Secondo le ricerche del "Centro di ricerca sulla storia contemporanea", la storia dei caduti al muro di Berlino cominciò nove giorni dopo l'inizio della sua costruzione con la morte di Ida Siekmann. La donna morì per le conseguenze delle ferite che si era procurata saltando dalla finestra del suo appartamento in Bernauer Straße (edificio a Berlino Est) sul marciapiede sottostante, che apparteneva invece a Berlino Ovest. Due giorni dopo si ebbe invece il primo caduto per arma da fuoco, allorché Günter Litfin, agente della Transportpolizei fu colpito presso il ponte Humboldthafenbrücke. Cinque giorni dopo, nello stesso modo fu colpito Roland Hoff. Negli anni successivi caddero altre persone nel tentativo di fuggire dalla RDT. Alcuni casi, come la morte di Peter Fechter, divennero di dominio pubblico. Altri restarono ignoti fino alla riunificazione della Germania.
| Periodo | Fuggitivi | Confine E-W |
| --- | --------- | ----------- |
| 1961–1970 | 105.533   | 29.612      |
| 1971–1980 | 39.197    | 8.240       |
| 1981–1988 | 33.452    | 2.249       |
| Nota: il dato si riferisce a tutte le vie di fuga dalla RDT, non solo da Berlino Est. Gli emigranti sono esclusi. |           |             |

Circa la metà di tutte le vittime del muro cadde nei primi cinque anni dalla sua costruzione. In generale, il numero dei fuggiaschi fu molto più alto nei primi anni che nei decenni a venire e questo determinò in parallelo anche un più elevato numero di morti, sia al confine con la RFT che a quello con Berlino Ovest. Dalle iniziali 8500-2300 persone che fuggirono direttamente attraversando il confine (Sperrbrecher in tedesco), la cifra crollò a circa 300 persone l'anno alla fine degli anni Settanta. Con l'evoluzione tecnica del muro, questi perse di importanza come via di fuga, e per lasciare la RDT si utilizzavano più spesso altri metodi, come ad esempio il passaggio attraverso gli stati socialisti confinanti, con documenti falsi o nascosti nei veicoli.
Nella maggior parte dei casi furono gli agenti delle Grenztruppen (fino al 1961 Deutsche Grenzpolizei) a sparare i colpi mortali, più raramente quelli della Transportpolizei, della Volkspolizei o della Nationale Volksarmee. In un solo caso, quello di Peter Kreitlow, dell'uccisione furono responsabili i soldati sovietici, che nella RDT normalmente non venivano impiegati nel controllo delle frontiere: individuarono il gruppo di fuggitivi di Kreitlow in un bosco, a due chilometri dal confine, ed aprirono il fuoco.
La maggior parte delle vittime erano cittadini di Berlino Est e della Germania dell'Est che, spesso spontaneamente e talvolta sotto l'effetto dell'alcol, cercavano di fuggire all'Ovest: secondo le ricerche del Centro di Ricerca sulla Storia Contemporanea i caduti di questa tipologia furono 98. Ma a questi si aggiungono abitanti di Berlino Ovest ed altri cittadini della Germania dell'Ovest, oltre ad un austriaco. Nell'ambito delle fughe attraverso i tunnel, furono uccisi due abitanti dell'Ovest che aiutavano nei lavori di scavo, Heinz Jercha e Siegfried Noffke, e due soldati della polizia di frontiera. Un altro uomo che cittadino dell'Ovest, Dieter Wohlfahrt, morì in seguito alle ferite da arma da fuoco dopo essere stato scoperto mentre praticava un buco nella recinzione di confine. Altri tedeschi dell'Ovest morirono per essere finiti - a volte involontariamente, confusi o ubriachi - nell'area o nelle acque di confine, come Hermann Döbler e Paul Stretz, oppure per essere saltati oltre il muro da Ovest, come gli attivisti Dieter Beilig e Johannes Muschol. A loro volta, almeno otto agenti della polizia di frontiera caddero sotto i colpi di fuggitivi, aiutanti di fuggitivi, contrabbandieri, poliziotti dell'Ovest ed anche accidentalmente di propri colleghi dell'Est. Le vittime furono in gran parte uomini e sotto i 30 anni di età: almeno 13 erano bambini o comunque minorenni.
La vittima più giovane aveva 15 mesi, Holger H., che nel 1973 morì soffocato dalla mamma che gli stava chiudendo la bocca con la mano mentre piangeva, per evitare che venissero scoperti al Checkpoint Bravo durante un tentativo di fuga poi riuscito. La vittima più anziana aveva invece 80 anni, Olga Segler, che morì per le ferite riportate dopo essersi buttata dalla finestra del suo appartamento al secondo piano in Bernauer Straße. L'ultima vittima in ordine cronologico fu Winfried Freudenberg, fuggito in mongolfiera l'8 marzo 1989 senza aver avuto il tempo di riempire tutto il pallone (in quanto scoperto): dopo diverse ore sul cielo di Berlino Ovest, il pallone precipitò a Berlin-Zehlendorf e lui morì nel giardino di una villa. Chris Gueffroy fu invece l'ultimo ad essere ucciso con un'arma da fuoco mentre, nella notte tra il 5 ed il 6 febbraio 1989, stava attraversando a nuoto il Britzer Verbindungskanal. Oltre a vittime note, ci sono però anche dei defunti di cui non si conosce né l'identità né le circostanze della morte.
Secondo gli studi del Centro di Ricerca sulla Storia Contemporanea, almeno 251 persone sono morte a Berlino di cause naturali durante i controlli di frontiera: di questi ben 227 alla stazione ferroviaria Bahnhof Friedrichstraße. La causa più frequente delle morti naturali era l'infarto: i controlli di frontiera, anche per chi semplicemente transitava per la RDT, causavano infatti molto stress ai viaggiatori, dovuto in gran parte alla marzialità dei luoghi ed ai modi duri e poco cordiali degli addetti ai controlli. Molti viaggiatori hanno poi raccontato di essersi sentiti vittime di angherie, ad esempio per aver dovuto attendere per un tempo irragionevole o per aver subito lunghi interrogatori per irregolarità minori. Solo poche di queste morti sono divenute di dominio pubblico: la segretezza riguardava soprattutto casi che coinvolgevano cittadini dell'Est.

### Comportamento degli organi statali della RDT
I soldati di frontiera della RDT avevano l'ordine di impedire con ogni mezzo l'attraversamento irregolare della frontiera (la cosiddetta Republikflucht, "fuga dalla Repubblica"). In particolare venne loro impartito l'ordine di sparare, istituito nel 1960 e restato in vigore, con modifiche, fino al 1989. Quando si verificava una sparatoria, un arresto o una vittima, la Stasi prendeva in carico le indagini ed adottava le conseguenti decisioni. Dalle analisi degli episodi accaduti la Stasi deduceva poi le istruzioni per i soldati. All'inizio i fuggitivi feriti o uccisi venivano lasciati giacere sul punto in cui erano stati colpiti, in modo che potessero essere visti anche dai berlinesi dell'Ovest e dalla stampa occidentale. Dopo le reazioni dell'opinione pubblica alla morte di Peter Fechter, invece, i soldati ricevettero l'ordine di spostare dalla vista dell'Occidente il prima possibile i feriti ed i morti per evitare reazioni negative della stampa occidentale. Spesso i soldati portavano i corpi nei cellulari per poi effettuare il trasporto della salma al calar delle tenebre.
La polizia di frontiera doveva portare i feriti all'ospedale della Volkspolizei a Berlin-Mitte, oppure all'ospedale militare di Drewitz vicino a Potsdam. Durante il trasporto non era prevista alcuna assistenza medica. Per non destare attenzione, i soldati non utilizzavano ambulanze bensì normali autocarri o delle jeep Trabant 601. All'arrivo presso l'istituto, il caso veniva preso in carico da una divisione della Stasi, la Linie IX o, nei casi particolari, il Dipartimento IX. I feriti restavano negli ospedali sotto la sorveglianza della Stasi prima di essere trasferiti, il prima possibile, in uno dei centri di detenzione della Stasi. Per i cadaveri invece la competenza era dell'istituto di medicina legale dell'Ospedale universitario della Charité o dell'Accademia Militare di Medicina di Bad Saarow, luoghi che garantivano maggiore segretezza.
Sui morti la Stasi disponeva in toto. Si occupava di tutte le formalità in condizioni quasi di clandestinità, fino alla cremazione dei corpi presso il crematorio di Berlin-Baumschulenweg. Per coprire le cause della morte, la Stasi falsificava i certificati di morte e gli altri documenti. I rapporti sui casi di morte dovevano essere inviati sia al Ministro per la Sicurezza di Stato sia al Presidente del Consiglio Nazionale della Difesa della Repubblica Democratica Tedesca. Ulteriori indagini venivano portate avanti sempre dalla Stasi. La priorità non era il luogo del delitto ma l'occultamento degli eventi al pubblico, in particolare a quello occidentale. I soldati coinvolti nonché eventuali accompagnatori delle vittime o dei feriti venivano interrogati, i parenti contattati. In particolare, rispetto a questi ultimi la Stasi nascondeva spesso le vere circostanze della morte, oppure intimava di mantenere segrete le circostanze descritte. Ai parenti era negato anche l'addio personale ai defunti. Su disposizione della Stasi anche i funerali potevano non essere autorizzati. Alla sepoltura dell'urna potevano partecipare - e nemmeno sempre - solo i familiari più stretti, rimanendo sempre sotto la sorveglianza. Alcune famiglie appresero solo dopo l'unificazione della Germania del destino dei loro congiunti: di alcuni corpi è ancor oggi ignoto il luogo di sepoltura.
La Stasi controllava e valutava il comportamento dei soldati di frontiera: in particolare ad interessare era il comportamento tattico, con l'intenzione di scoprire eventuali punti di debolezza. Anche le truppe della polizia di frontiera conducevano proprie indagini. Dopo che un tentativo di fuga veniva bloccato, i soldati che avevano agito venivano spesso promossi sul posto, ricevevano vacanze premio, premi in denaro o altre onorificenze come il "Distintivo della truppa di frontiera" o la "Medaglia per servizio di frontiera esemplare". Nei rapporti di indagine venivano segnalati gli errori tattici o lo spreco di munizioni. I rapporti delle truppe di frontiera cercavano di rappresentare il comportamento dei soldati come il più possibile privo di errori.
Per le sue azioni la Stasi aveva bisogno di medici, infermiere, agenti della Volkspolizei, avvocati, funzionari amministrativi e dell'anagrafe. Anche dopo l'unificazione della Germania queste persone dissero molto poco sul proprio coinvolgimento nell'occultamento delle uccisioni.

### Reazioni da Berlino Ovest e dalla RFT
A Berlino Ovest la notizia di una vittima scatenava immediatamente proteste della popolazione. Il Senato di Berlino esaminava i luoghi del delitto e relazionava in conferenza stampa a stampa e popolazione. Gruppi organizzati, ma anche singoli cittadini, si organizzavano per protestare contro il muro e contro l'uso delle armi. Quando Peter Fechter morì dissanguato davanti agli occhi di tutti, senza essere aiutato, si ebbe una dimostrazione di massa spontanea che nella notte successiva sfociò in scontri per le strade, al grido di "assassini, assassini!". La polizia di Berlino Ovest ed i soldati americani dovettero "proteggere" il muro dagli attacchi dei dimostranti. Altro obiettivo dei dimostranti furono i pullman che portavano i soldati sovietici al Memoriale sovietico sito nel Tiergarten, fatti oggetto di lancio di pietre. Vi furono anche proteste anti-americane che Willy Brandt condannò. Nei giorni a seguire vennero sporadicamente allestiti dei camion con degli altoparlanti rivolti verso Est, dai quali si invitavano i soldati dell'Est a non sparare su chi fuggiva e li si metteva in guardia di possibili conseguenze future. I gruppi parlamentari federali denunciarono le sparatorie al muro anche alla Commissione per i Diritti Umani delle Nazioni Unite. L'organizzazione Kuratorium Unteilbares Deutschland, creata a Berlino (Ovest) nel 1954 per promuovere e diffondere l'idea della riunificazione tedesca, distribuì su tutto il territorio federale manifesti ed adesivi contro il muro e le sue conseguenze.
Inizialmente le autorità di Berlino Ovest garantivano ai fuggitivi fuoco di copertura quando questi venivano colpiti dalle armi della polizia di frontiera. Questo fatto portò ad almeno una vittima certa, quando nel 1962 il soldato di frontiera Peter Göring fu colpito a morte da un poliziotto dell'Ovest dopo che aveva sparato 44 volte ad un giovane fuggitivo: nel 1991 il Pubblico ministero di Berlino riconobbe il caso di urgenza e pericolo. Molto spesso i soccorritori di Berlino Ovest non potevano intervenire perché i feriti si trovavano nel territorio della RDT o di Berlino Est e non vi era alcuna autorizzazione ad accedere a questi territori, quindi anche per i soccorritori vi sarebbe stato il pericolo di essere colpiti dal fuoco dei soldati dell'Est. Ad esempio i quattro bambini Çetin Mert, Cengaver Katrancı, Siegfried Kroboth e Giuseppe Savoca, che tra il 1972 ed il 1975 caddero nelle acque della Sprea dal May-Ayim-Ufer, non poterono essere salvati benché i soccorritori di Berlino Ovest fossero arrivati tempestivamente sul posto.
Nell'aprile 1983 Rudolf Burkert, in transito per la Germania dell'Est, morì d'infarto durante un interrogatorio al valico di frontiera di Drewitz. Un'autopsia condotta in Germania dell'Ovest portò successivamente alla luce anche ferite esterne che portarono a non escludere l'uso della violenza durante l'interrogatorio: questo sollevò le polemiche dei giornali e comportò infine l'intervento diretto di Helmut Kohl e Franz Josef Strauß, in virtù del quale alla Germania dell'Est fu posta la condizione, per continuare ad avere aiuti di stato dall'Ovest, di effettuare controlli di frontiera più umani. Due ulteriori decessi di cittadini dell'Ovest durante il transito nel territorio dell'Est poco dopo la morte di Burkert determinò nuove dimostrazioni contro il governo della RDT ed un ampio dibattito pubblico sul tema. In seguito i controlli sul traffico in transito furono rimossi.

### Reazione degli Alleati Occidentali
Quando veniva accertata un'uccisione, le forze occidentali rivolgevano le loro proteste al governo sovietico di Mosca Ma su molte richieste di aiuto in casi a loro noti le forze alleate non intervennero. Nel caso di Peter Fechter, ad esempio, i soldati americani non intervennero adducendo di non poter accedere all'area di confine. Il Generale Maggiore Albert Watson, all'epoca comandante del settore di occupazione americano, aveva contattato i suoi superiori alla Casa Bianca senza ricevere una precisa risposta. Watson disse: "È un caso per il quale non ho disposizioni di regolamento". L'allora Presidente degli Stati Uniti, John Fitzgerald Kennedy, rimase turbato per questo caso e comunicò al comandante, per il tramite del suo consigliere sulla sicurezza McGeorge Bundy, di evitare che un caso simile si potesse riproporre. Bundy, che nel 1962 era a Berlino per un incontro già programmato, comunicò a Willy Brandt il sostegno della presidenza americana. Ma il Presidente Kennedy chiarì che il sostegno degli Stati Uniti al muro di Berlino sarebbero cessati e che parimenti non ci sarebbero stati ulteriori sforzi da parte loro per ottenerne l'abbattimento.
Dieci giorni dopo la morte di Fechter, Konrad Adenauer contattò il presidente francese Charles de Gaulle per mandare, per suo tramite, una lettera a Nikita Krusciov: De Gaulle diede il suo sostegno. I quattro comandanti dei rispettivi settori, in presenza di Willy Brandt, si accordarono acciocché le ambulanze militari delle forze alleate occidentali potessero prelevare i feriti dall'area di confine, per portarli in un ospedale di Berlino Est.

### Opinione pubblica e vittime del muro

#### Governo dell'Est e stampa
Le posizioni ufficiali sui morti del muro di Berlino, che nella RDT veniva chiamato "muro di protezione antifascista" o "baluardo della libertà", e gli articoli dei media controllati dallo Stato descrivevano l'azione delle truppe di confine come di legittima difesa dei confini della Repubblica. I soldati erano quelli che si comportavano in modo esemplare, difendendo il confine da attacchi, da delinquenti, da agenti nemici e dall'Occidente, mentre i morti erano i veri colpevoli. Ma il lavoro di pubbliche relazioni cambiò nel tempo: negli anni successivi le autorità cercarono di nascondere quante più informazioni sui morti al muro di Berlino, specialmente in occasione di visite di Stato o di fiere internazionali. Il governo della RDT era consapevole che le notizie sui morti lungo il confine della Germania orientale erano di detrimento dell'immagine del Paese sia all'interno che all'estero. Era solo attraverso i comandanti dei settori occidentali di Berlino che gli episodi incriminati venivano resi noti al pubblico internazionale.
I mezzi di comunicazione della Germania dell'Est erano sottoposti ad uno stretto controllo da parte della Stasi e del Partito Socialista Unificato di Germania (SED) i quali, con il loro organo centrale, il giornale Neues Deutschland, disponevano del secondo principale quotidiano della Germania dell'Est. Anche nel canale nazionale della RDT, la Deutscher Fernsehfunk, lo Stato esercitava un controllo sui contenuti. Lo Stato utilizzava i suoi media per dare una rappresentazione parziale ed a sé favorevole delle vittime del muro di Berlino. Alla morte di Peter Fechter nel 1962 il giornalista Karl-Eduard von Schnitzler commentò, durante la trasmissione Der schwarze Kanal: "La vita di ognuno dei nostri coraggiosi ragazzi in uniforme per noi vale più della vita di un trasgressore della legge. Se si stesse lontani dal nostro confine di Stato, allora ci risparmieremmo sangue, lacrime e grida." Neues Deutschland sosteneva che Fechter fosse stato spinto al suicidio dai "Frontstadtbanditen". Inoltre, il giornale sostenne che Fechter fosse omosessuale. Anche Günter Litfin fu falsamente dipinto come omosessuale, prostituto e dedito alla criminalità. Anche in altri casi gli organi di stampa diffusero false notizie sulle vittime. Il Berliner Zeitung nel 1966 scrisse di Eduard Wroblewski che era un asociale e che era stato espulso dalla Legione straniera a seguito di atti criminali commessi nel distretto di Halle: ma erano tutte accuse prive di fondamento.
Al contrario, i poliziotti di frontiera uccisi in servizio divenivano delle icone eroiche, indipendentemente dalle circostanze della loro morte, e ricevevano funerali di Stato con grande risonanza mediatica. I giovani pionieri della Pionierorganisation Ernst Thälmann davano il loro congedo alle bare parzialmente aperte. I responsabili della loro morte erano sempre di agenti nemici, anche se successive indagini rivelarono che in circa la metà dei casi gli agenti erano caduti accidentalmente sotto il fuoco amico. Dopo la morte di Egon Schultz, colpito da un suo collega, la Stasi diffuse la notizia che il responsabile dell'uccisione era stato Christian Zobel, un aiutante di fuggitivi: Zobel in effetti aveva sparato a Schultz, anche se poi non aveva mai visto se l'avesse colpito o meno. Egli stessò morì poco prima della riunificazione tedesca, così che non venne mai a sapere della manipolazione di cui era stato fatto oggetto. La propaganda di Stato utilizzava questi fatti anche per diffamare i gruppi di aiuto dei fuggiviti. Ad esempio, per la morte di Siegfried Widera venne incolpato il cosiddetto Girrmann-Gruppe (chiamato anche "i banditi di Girrmann"), gruppo che in realtà non aveva alcun legame con l'omicidio, ma che aveva comunque aiutato diverse centinaia di tedeschi dell'Est a fuggire.
Ai caduti tra le forze di polizia di frontiera venivano poi intitolate strade, scuole, gruppi di pionieri e piazze. A Berlino in loro ricordo sono stati eretti numerosi monumenti e memoriali presso i quali, una volta all'anno, si tenevano delle commemorazioni alle quali partecipava anche la Freie Deutsche Jugend.
Dichiarazioni dirette da parte dei vertici del Paese sugli spari al muro di Berlino erano rare. Durante la fiera di Lipsia, il 5 settembre 1976, due giornalisti della Germania dell'Ovest riuscirono a fare qualche domanda ad Erich Honecker sugli spari al muro. Alla domanda se non fosse possibile evitare di sparare, Honecker rispose dapprima in modo evasivo: "Vede, non voglio parlare degli spari, perché in Germania dell'Ovest vengono sparati così tanti colpi, ogni giorno, ogni settimana ed ogni mese, che io non voglio contare." Alla replica se fosse stato possibile un accordo con la Repubblica Federale di Germania sulla rinuncia agli spari, Honecker dichiarò: "La cosa più importante è che al confine non si deve provocare, e se al confine non vengono fatte provocazioni, allora tutto sarà normalissimo. È stato normale per molto tempo e lo sarà a lungo anche in futuro."

#### Senato di Berlino Ovest e stampa
I rappresentanti del Parlamento di Berlino e del Sindaco di Berlino, in occasione di uccisioni al muro di Berlino, esternavano la loro indignazione sulle vittime, sul muro e sulle condizioni di vita nella RDT. Il Senato di Berlino Ovest in alcuni casi ha richiesto ai rispettivi comandanti di settore (americano, inglese o francese) di protestare presso le autorità sovietiche. Fino alla fine degli anni Sessanta i politici dell'Ovest identificavano il muro di Berlino con l'espressione "muro della vergogna".
I rappresentanti del popolo denunciarono alla stampa anche gli episodi travisati e falsati, individuandone i responsabili negli organi della RDT. Dopo che Rudolf Müller ebbe sparato, uccidendolo, al soldato di frontiera Reinhold Huhn, per poi scappare all'Ovest attraverso un tunnel da lui stesso scavato, l'allora portavoce del Senato Egon Bahr dichiarò che Müller aveva semplicemente inferto un uppercut all'agente Huhn.
Anche la stampa dell'Ovest sposò la falsa versione di Müller titolando "La furia omicida dei Vopos uccide i propri soldati". In altri casi la stampa, in particolare quella scandalistica, pubblicava articoli in toni drastici, con forti toni di accusa al muro ed a chi l'aveva costruito. Ad esempio, dopo la morte di Günter Litfin, la BZ titolò: "I cacciatori di uomini di Ulbricht sono diventati degli assassini!" La Frankfurter Allgemeine Zeitung scriveva sul "brutale sangue freddo degli agenti".

#### Repubblica Federale Tedesca
La politica della Germania Ovest inizialmente prese regolarmente posizione sulle morti al muro. Al discorso tenuto in occasione della festa nazionale del 17 giugno 1962, Adenauer condannò l'uso delle armi al muro di Berlino ed elencò per nome le vittime. L'atteggiamento federale cambiò a partire dal 1969, nel quadro della nuova Ostpolitik del gabinetto del cancelliere Willy Brandt, che per altro era stato borgomastro di Berlino Ovest dal 1957 al 1966. In particolare si passò all'uso di un linguaggio molto più moderato nei confronti del muro di Berlino e dei relativi caduti al fine di non vanificare il progressivo avvicinamento con la RDT. I morti del muro di Berlino finirono per essere visti dal governo occidentale come elementi di stress nel quadro delle relazioni con la Germania dell'Est. Addirittura fu proposto di abolire il Zentrale Erfassungsstelle der Landesjustizverwaltungen di Salzgitter, istituito nel novembre del 1961 per individuare i crimini commessi nella RDT, proprio al fine di migliorare i rapporti con la Germania dell'Est.
Anche dopo l'ondata di protesta che si ebbe nel 1983 dopo una serie di morti naturali ai controlli di frontiera, le reazioni ufficiali della Germania dell'Ovest rimasero piuttosto contenute, mentre nel contempo venivano poste chiare questioni nei negoziati a porte chiuse che venivano condotti con la RDT. Nel giugno 1983 il cancelliere Helmut Kohl si espresse così: "La morte di due persone ci ha colpito tutti profondamente. Ed ha riproposto alla coscienza pubblica il problema dei controlli di frontiera."

### Sviluppi legali

#### All'epoca delle due Germanie
Durante la divisione delle due Germanie, i soldati di frontiera della RDT restarono giuridicamente immuni, avendo adempiuto al loro servizio nel segno del governo e della magistratura. Sul fronte occidentale, invece, la procura di Berlino e la "Zentrale Erfassungstelle" di Salzgitter intrapresero indagini, in gran parte però contro persone ignote della RDT verso le quali per altro non potevano essere prese misure, per via della divisione della Germania. Non esisteva nessuna collaborazione tra le autorità di Ovest ed Est finalizzata alla consegna di indagati. Per lo più ci sono stati procedimenti attivati contro colpevoli poi fuggiti ad Ovest. Ad esempio, per la morte del soldato di frontiera Ulrich Steinhauer nel 1981 ci fu un processo contro il fuggitivo, che in quanto minorenne se la cavò con una pena detentiva di sei anni. Rudolf Müller, che nel 1962 aveva sparato uccidendo il soldato di frontiera Reinhold Huhn mentre portava la sua famiglia all'Ovest attraverso un tunnel sotterraneo, fu incriminato solo dopo la caduta del muro. Secondo la versione di Müller, il responsabile della morte del soldato era un altro soldato.

#### Dopo la fine della RDT
Il trattamento giudiziario delle uccisioni al muro di Berlino ebbe luogo nell'ambito dei processi "Politbüro" e "Mauerschützen" e si è completato nell'autunno 2004. Tra gli altri furono condannati il Presidente della RDT Erich Honecker, il suo successore Egon Krenz, alcuni membri del Nationaler Verteidigungsrat der DDR come Erich Mielke, Willi Stoph, Heinz Keßler, Fritz Streletz e Hans Albrecht, il segretario della SED del distretto di Suhl ed altri generali come il comandante dell'esercito di frontiera (dal 1979 al 1990), il colonnello generale Klaus-Dieter Baumgarten.
Con decisione numero 1851 del 1994, la Corte Costituzionale Federale tedesca stabilì che il principio del divieto di retroattività, riconosciuto dall'art. 103 comma 2 della Costituzione tedesca, potesse essere limitato nei casi in tutti quei casi in cui lo Stato sia imputabile di gravi violazioni dei diritti umani, così come riconosciuti dalla comunità internazionale. Questa sentenza permise in sostanza di procedere al processo degli imputati ad avere sparato ai fuggitivi. In 112 distinti procedimenti sono comparsi davanti al tribunale regionale di Berlino 246 persone, accusate di aver sparato o di essere comunque coinvolti negli omicidi. Per quasi la metà degli imputati i processi terminarono con un'assoluzione. Complessivamente furono infatti 132 gli imputati condannati dal tribunale al carcere o alla libertà vigilata: di questi, 10 erano membri della direzione della SED, 42 erano ufficiali militari ed 80 erano soldati di frontiera. Davanti al tribunale di Neuruppin si consumarono 19 processi per 31 imputati, che si chiusero con la condanna di 19 persone. La pena maggiore fu quella data all'autore dell'uccisione di Walter Kittel, giuridicamente inquadrata come omicidio, condannato a 10 anni di reclusione. In generale i soldati che avevano sparato a morte furono condannati dai 6 ai 24 mesi di libertà vigilata, mentre chi impartiva gli ordini e chi aveva maggiori responsabilità venne condannato a pene maggiori.
Nell'agosto 2004 Hans-Joachim Böhme e Werner Lorenz furono condannati dal tribunale regionale di Berlino in quanto ex-membri del Politbüro. L'ultimo processo contro un soldato di frontiera si tenne il 9 novembre 2004, esattamente 15 anni dopo la caduta del muro, e si concluse con una sentenza di condanna.

### Giudizio politico dopo la riunificazione tedesca
Nel 2001 la Segreteria della Partito del Socialismo Democratico (PDS), erede legale della SED, in occasione del 40º anniversario della costruzione del muro di Berlino prese posizione sugli spari al muro di Berlino e dichiarò: "Non c'è nessuna giustificazione per i morti del muro." Con la fusione tra PDS e la WASG nel 2007 nacque La Sinistra, che sul tema così si esprime: "I colpi sparati su propri cittadini che volevano lasciare il proprio Paese costituiscono una violazione degli elementari diritti dell'uomo e non possono essere in nessun modo giustificati.“

## Stato della ricerca

### Raccolta dati nell'epoca delle due Germanie
Diversi organi di Berlino Ovest e della RFT raccoglievano dati sulle persone che avevano perso la vita al confine tra le due Germanie ed a quello interno a Berlino. All'interno del corpo di polizia di Berlino Ovest era il Dipartimento per la sicurezza di Stato ad essere competente per la raccolta dei dati sui vari episodi. Le note distinguono tra persone decedute al confine esterno di Berlino Ovest (80 casi), casi dubbi (tra i quali 5 possibili morti al muro) e soldati di frontiera uccisi (7 casi). Un'ulteriore agenzia governativa era la Zentrale Erfassungsstelle der Landesjustizverwaltungen di Salzgitter, la quale aveva anche l'incarico di raccogliere informazioni su omicidi avvenuti o tentati nella RDT. Nel 1991 l'agenzia pubblicò il "Salzgitter-Report" con i nomi di 78 caduti: i dati venivano pubblicati come provvisori in quanto gli archivi della RDT non erano accessibili. Entrambi gli organismi elencavano soprattutto i casi che potevano essere osservati da Berlino Ovest, ovvero quelli che venivano raccontanti dai fuggitivi o da soldati di frontiera disertori.

### Indagini dopo la fine della RDT
Dopo la riunificazione tedesca diverse organizzazioni, tra cui alcune statali come la Zentrale Ermittlungsgruppe für Regierungs- und Vereinigungskriminalität (ZERV), progetti di ricerca e singoli individui, tra cui diversi scrittori, cominciarono ad indagare sulla storia delle vittime del muro di Berlino. La ZERV confrontò i dati della Zentrale Erfassungsstelle di Salzgitter con quelli ritrovati negli archivi della RDT e nel 2000 individuò complessivamente 122 casi di sospette uccisioni da parte di organi della Germania dell'Est al confine con Berlino Ovest. Questa lista venne utilizzata dai procuratori di Berlino e Neuruppin, che contestualmente si occupavano della questione in campo giurisdizionale. Anche altri due progetti, quello della Arbeitsgemeinschaft 13. August e quello del Zentrums für Zeithistorische Forschung, raggiunsero una particolare notorietà pubblica.
| Pubblicazione | Numero vittime |
| ------------- | -------------- |
| 2006          | 262            |
| 2007          | 231            |
| 2008          | 222            |
| 2009          | 245            |
| 2011          | 455            |

L'associazione 13 agosto, che gestisce anche il "Museo del Muro" al Checkpoint Charlie, sotto la guida della vedova del fondatore Rainer Hildebrandt, l'artista Alexandra Hildebrandt, raccoglie informazioni sulle persone cadute lungo tutto il confine della RDT, Mar Baltico incluso. Al progetto non collabora alcuno storico di professione. I risultati dell'attività di ricerca dell'associazione vengono presentati ogni anno il 13 agosto, sempre come "dati provvisori". Nelle liste vengono infatti continuamente aggiunti nuovi casi, mentre altri vengono stralciati.
Presso il Centro di Ricerca sulla Storia Contemporanea di Potsdam Hans-Hermann Hertle e Maria Nooke hanno condotto da ottobre 2005 fino a dicembre 2007 un progetto di ricerca finanziato dallo Stato. L'obiettivo era quello di determinare l'esatto numero di caduti al muro di Berlino e rendere pubblica la documentazione disponibile relativa alla storia delle vittime. Il progetto era finanziato dall'Agenzia Federale per l'Educazione Civica, da Deutschlandradio e dal Commissario del Governo federale per cultura e comunicazione. I risultati sono disponibili in internet su "www.chronik-der-mauer.de" e nel libro, pubblicato nel 2009, intitolato "Todesopfer an der Berliner Mauer". Sono descritte le biografie delle vittime, le circostanze della loro morte e le fonti utilizzate.
Nel progetto del 7 agosto 2008 si riscontrò che dei 575 casi indagati, 136 rispondevano ai criteri individuati dal "Centro di Ricerca sulla Storia Contemporanea" per identificare le vittime del muro. Furono inoltre identificati 251 casi di persone morte durante i controlli di frontiera a Berlino: la ricerca sulle morti naturali non è da ritenersi però ancora completata. Dei rapporti della Transportpolizei circa un terzo è andato perduto, in particolare in quelli relativi agli anni Settanta mancano intere annate. L'alternativa, cioè analizzare tutti i report giornalieri della polizia di frontiera sugli accadimenti in tutte le aree di sorveglianza, non è stata intrapresa perché economicamente insostenibile.

### Controversie sul numero delle vittime
| Organizzazione                               | Anno | Vittime |
| -------------------------------------------- | ---- | ------- |
| Capo della Polizia di Berlino                | 1990 | 92      |
| Registro centrale di Salzgitter              | 1991 | 78      |
| ZERV                                         | 2000 | 122     |
| Associazione 13 agosto                       | 2009 | 245     |
| Centro di Ricerca sulla Storia Contemporanea | 2013 | 138     |

Il numero esatto delle vittime non è noto. Le diverse fonti in parte si contraddicono ma non sempre sono confrontabili per via della diversa definizione dei casi rilevati. Inoltre, non tutte le organizzazioni pubblicano regolarmente i loro dati, mentre altri studi sono ancora in uno stadio provvisorio.
Tra i due progetti di ricerca di Alexandra Hildebrandt (dell'associazione "13 agosto") e di Hans-Hermann Hertle (lo ZZF) è in corso una polemica pubblica proprio incentrata sul numero dei caduti al muro di Berlino, che per l'associazione sono più di quanto dichiarato dallo ZZF. Secondo Hertle, però, le pubblicazioni dell'associazione includono tra le vittime anche quelle per cui non è acclarato alcun legame con le politiche di frontiera. Da parte sua, Alexandra Hildebrandt ha sollevato l'accusa contro il progetto dello ZZF che il numero delle vittime (pubblicato nel bilancio intermedio del 2006) sia deliberatamente sottostimato per dare una migliore immagine della RDT: ragione sarebbe il finanziamento ricevuto dal Senato di Berlino, che all'epoca del progetto dello ZZF era retto da una coalizione "rossa" tra SPD e Die Linke.
Nel 2008 l'associazione "13 agosto" rese noto che dal 1961 complessivamente 222 persone avevano perso la vita in connessione con il muro di Berlino. Hertle mise in dubbio queste cifre, in quanto alcune delle persone elencate come decedute in realtà era provato che fossero sopravvissute: nel 2006 nella lista ci sarebbero state 36 persone ancora vive. Oltre a questo, la lista avrebbe compreso anche dei doppioni. Hans-Hermann Hertle valuta la lista dell'associazione "13 agosto" come un "elenco completo dei casi sospetti, privo di una scala scientificamente verificabile". L'allora sindaco di Berlino, Klaus Wowereit, il 13 agosto del 2009 così si espresse sulla querelle: "Ogni singolo morto è stato un morto di troppo."
Nel 2009 la Hildebrandt indicò in 245 il numero delle vittime del muro: nella cifra incluse anche i cadaveri ripescati nelle acque di confine e di origine ignota, nonché i soldati di frontiera che commisero suicidio. Secondo le sue ricerche, infatti, la prima vittima del muro di Berlino fu proprio un soldato dell'Est che si era suicidato, e non Ida Siekmann. I risultati di Hertle e della Hildebrandt si discostano anche con riferimento alle persone che sono decedute per morte naturale durante i controlli di frontiera: Hertle, che aveva accesso alle registrazioni incomplete della Transportpolizei, ne contava 251, mentre la Hildebrandt solo 38.

### Le fonti
I dati sulle vittime vengono reperiti soprattutto dagli archivi governativi e militari della Repubblica Federale e della Repubblica Democratica.
Gli atti della Stasi, amministrati dal Commissario Federale per gli Archivi della Stasi (Bundesbeauftragter für die Stasi-Unterlagen), non sono invece totalmente accessibili: alcuni, specialmente quelli più recenti, furono distrutti durante la dissoluzione del Ministero stesso, altri non sono ancora stati individuati. A ciò si aggiunga che per legge ("legge sugli archivi del servizio di sicurezza di Stato dell'ex Repubblica Democratica Tedesca", n. 252 del 14 novembre 1991) molti atti non possono essere consultati in originale, ma solo in estratti anonimi. Dal 2007 un emendamento permette agli istituti di ricerca l'accesso diretto, sotto determinante condizioni. Gli atti delle truppe di frontiera, che facevano parte della Nationale Volksarmee, sono invece depositati presso l'archivio militare di Friburgo in Brisgovia.
Le famiglie delle vittime sono un'altra fonte, ma raramente possono dare informazioni dirette in quanto a loro volta ricevevano informazioni falsate dalla Stasi.

### Criteri di selezione
Ogni progetto ha adottato i propri criteri per individuare quali casi annoverare tra le vittime del muro e quali no. Mentre le ricerche della ZERV erano orientate principalmente sul concetto giuridicamente rilevante di colpa, sia lo ZZF che l'associazione "13 agosto" hanno invece sviluppato propri criteri, che vanno oltre i tradizionali concetti giuridici.
Per lo ZFF è rilevante il presupposto o di un tentativo di fuga, o di un qualche collegamento spazio-temporale con il regime di frontiera. Dai casi esaminati, lo ZZF ha sviluppato quattro gruppi di casistica:
- persone che, durante un tentativo di fuga, sono rimaste uccise da organi armati della RDT o dalle strutture di difesa del muro;
- persone che, durante un tentativo di fuga, sono morte nell'area di confine a seguito di un incidente;
- persone che sono morte nell'area di confine per cause imputabili all'azione o all'omissione di organi statali della RDT;
- persone che sono morte durante o a causa dei trattamenti subiti dai funzionari di frontiera;
- soldati di frontiera rimasti uccisi durante un'azione di fuga sul confine.

La definizione dell'associazione "13 agosto" è ancora più ampia, includendo come detto anche i soldati dell'Est che si sono suicidati ed i cadaveri di origine ignota ritrovati nelle acque di confine.

## Commemorazione
Le vittime del muro di Berlino sono state commemorate ufficialmente sia durante l'era delle due Germanie, sia dopo la riunificazione. Vi sono diversi monumenti ed eventi commemorativi, nonché alcune strade e piazze intitolate alle vittime.

### Monumenti
Sin dai primi anni del muro in onore dei caduti per le strade di Berlino furono eretti dei memoriali, su iniziativa sia privata che pubblica: tra questi vi sono monumenti, croci e lapidi che venivano visitate anche dai politici durante le visite di Stato. Dopo la caduta del muro, oltre alle strutture collegate al confine interno, venne rimossa anche una parte di questi memoriali, in particolare quelli che riguardavano i caduti tra le file delle truppe di frontiera della RDT.
Dopo ogni evento luttuoso, sin dal 1961 l'associazione privata Berliner Bürger-Verein, con il sostegno del Senato di Berlino Ovest, poneva croci di legno verniciate di bianco sul luogo della tragedia. I membri di questo comitato mantennero questa pratica negli anni, finché il 13 agosto del 1971, in occasione del decimo anniversario della costruzione del muro, eressero un monumento permanente, la "Weiße Kreuze" sul lato orientale del palazzo del Reichstag: in un recinto davanti al muro furono collocate delle croci commemorative con i nomi delle vittime e le relative date di morte. Nel corso dei lavori per il trasferimento del governo federale da Bonn a Berlino, nel 1995 le croci bianche dovettero essere trasferite sul lato occidentale del Reichstag, in un'area recintata del Großer Tiergarten. Nel 2003 Wolfgang Thierse inaugurò sulle rive della Sprea un nuovo memoriale con lo stesso nome su progetto di Jan Wehberg: su sette croci sono scritti (sui due lati) i nomi di 13 vittime. Un altro memoriale eretto sempre dal "Bürger-Verein" si trovava in Bernauer Straße.
Altre vittime del muro sono ricordate con delle targhe incastonate nei marciapiedi o con altre installazioni nei pressi dei luoghi in cui furono uccise. Al Checkpoint Charlie l'associazione 13. August fece erigere nell'ottobre 2004 il Freiheitsmahnmal, memoriale della libertà con 1067 croci in ricordo delle vittime cadute al muro di Berlino ed al confine interno tra le due Germanie. Il memoriale dovette però essere rimosso dopo circa 6 mesi in quanto il proprietario del terreno revocò la locazione dell'area all'associazione.
Nel 1990 l'artista Ben Wagin creò insieme ad altri artisti il Parlamento degli alberi, nell'ex "striscia della morte" sita sulla riva orientale della Sprea, di fronte al Reichstag. Su lastre di granito sono elencati i nomi di 258 vittime, per alcuni, di fianco all'indicazione "uomo sconosciuto" o "donna sconosciuta", è indicata solo la data di morte. Questa installazione, risalente appunto al 1990, include anche persone che successivamente furono depennate dall'elenco delle vittime del muro. Sullo sfondo ci sono segmenti di muro dipinti in bianco e nero. In seguito, per la costruzione della Marie-Elisabeth-Lüders-Haus, il memoriale dovette essere ridimensionato: alcuni frammenti di muro che utilizzati da questa installazione furono così riutilizzati per un nuovo memoriale, inaugurato nel 2005 nel seminterrato del Palazzo del Parlamento.
Su iniziativa dello stato tedesco e del Land di Berlino, nel 1998 fu realizzato il Memoriale del muro di Berlino in Bernauer Straße come monumento nazionale. Il monumento si deve ad un progetto degli architetti Kohlhoff & Kohlhoff. Successivamente fu ampliato ed oggi comprende il centro di documentazione sul muro di Berlino, un centro per i visitatori, la "Cappella della Riconciliazione", la "finestra della memoria" con ritratti delle vittime ed un tratto della vecchia struttura di confine lunga 60 metri, chiuso sui due lati da pareti d'acciaio. La parete settentrionale reca l'iscrizione "In ricordo della divisione della città dal 13 agosto 1961 al 9 novembre 1989 ed in memoria delle vittime della dittatura comunista".
In occasione del 50º anniversario della costruzione del muro, nel 2011 la "Fondazione Muro di Berlino" fece erigere 29 stele in memoria di 50 vittime del muro, lungo il vecchio confine tra Berlino Ovest e la RDT. Accanto alle colonne arancioni, altre 3,6 metri, vi sono dei pannelli informativi sulle vittime. Una stele originariamente prevista a Sacrow in memoria di Lothar Hennig non fu inizialmente realizzata in quanto Hennig era sospettato di essere un informatore della Stasi.

### Eventi commemorativi
Sin dal momento delle prime vittime del muro, diverse organizzazioni - in gran parte comitati o iniziative private - organizzarono annualmente eventi commemorativi a Berlino, preferibilmente il giorno dell'anniversario della costruzione del muro: questi erano parzialmente finanziati dagli uffici del distretto di Berlino Ovest o dal Senato. Ad esempio ogni 13 agosto, tra le 20 e le 21, si teneva l'"Ora del silenzio" per la preghiera silenziosa. Dal 13 agosto 1990 il Land di Berlino ricorda ogni anno i caduti al muro di Berlino alla croce di Peter Fechter, in Zimmerstraße vicino al Checkpoint Charlie. Oltre a questo c'è una serie di altri eventi in altre luoghi, anche all'estero.

## Letteratura
- Maria Nooke, Hans-Hermann Hertle, Die Todesopfer am Außenring der Berliner Mauer 1961–1989, ISBN 978-3-00-040791-8
- Pertti Ahonen, Death at the Berlin Wall, Oxford University Press, 2011, ISBN 978-0-19-954630-5
- Heiner Sauer, Hans-Otto Plumeyer, Der Salzgitter-Report. Die Zentrale Erfassungsstelle berichtet über Verbrechen im SED-Staat Monaco di Baviera 1991, ISBN 3-7628-0497-4
- Werner Filmer, Heribert Schwan, Opfer der Mauer. Bertelsmann, Monaco di Baviera 1991, ISBN 3-570-02319-2
- Maria Nooke, Hans-Hermann Hertle, Die Todesopfer an der Berliner Mauer 1961–1989. Ein biographisches Handbuch, ISBN 978-3-86153-517-1
- Patrick Major, Behind the Berlin Wall: East Germany and the Frontiers of Power, Oxford University Press, 2009, ISBN 978-0-19-924328-0